# Lista de unidades aéreas da Força Aérea Brasileira
As Unidades Aéreas da Força Aérea Brasileira se encontram elencadas a seguir (conforme a reestruturação da FAB, iniciada a partir de 2016).
| Ala                        | Esquadrões e unidades dependentes           | Código Rádio (callsign)                                       | Aeronave(s) utilizada(s)          | Função                                                         | Localização                |
| -------------------------- | ------------------------------------------- | ------------------------------------------------------------- | --------------------------------- | -------------------------------------------------------------- | -------------------------- |
| Ala 1 – Brasília 1ª BDAAE  | 6º ETA                                      | Guará                                                         | C-95c,VC-97, C-98A, VU-35         | Transporte aéreo e ligação - pessoal e carga geral             | Base Aérea de Brasília     |
|                            | GSD – BR                                    |                                                               |                                   |                                                                | Base Aérea de Brasília     |
| Ala 2 –Anápolis e 2ª BDAAE | 1º GDA                                      | Jaguar                                                        | F-5EM será substituido pelo F-39E | Interceptação                                                  | Base Aérea de Anápolis     |
|                            | 1º/6º GAv                                   | Carcará                                                       | R-35A                             | Reconhecimento Fotográfico                                     | Base Aérea de Anápolis     |
|                            | 2º/6º GAv                                   | Guardião                                                      | R-99A/B,C-98                      | Alerta Antecipado, Mapeamento do Solo, Inteligência Eletrônica | Base Aérea de Anápolis     |
|                            | 1º GTT                                      | Coral (1º/1º) Cascavel (2º/1º)                                | C-130E/H                          | Lançamento de Paraquedistas e Transporte                       | Base Aérea de Anápolis     |
|                            | ESD – AN                                    |                                                               |                                   |                                                                | Base Aérea de Anápolis     |
| Ala 3 –Canoas e 1º GDAAE   | 1º/14º GAv                                  | Pampa                                                         | F-5EM,F-5FM                       | Caça                                                           | Base Aérea de Canoas       |
|                            | 2º/7º GAv                                   | Phoenix                                                       | P-95B                             | Patrulha Marítima                                              | Base Aérea de Canoas       |
|                            | 5º ETA                                      | Pegasus                                                       | C-95M, C-97, C-98A                | Transporte aéreo e ligação - pessoal e carga geral             | Base Aérea de Canoas       |
|                            | GSD – CO                                    |                                                               |                                   |                                                                | Base Aérea de Canoas       |
| Ala 4 –Santa Maria         | 1º/10º GAv                                  | Poker                                                         | A-1,A-1B                          | Reconhecimento e Ataque                                        | Base Aérea de Santa Maria  |
|                            | 1º/12º GAv                                  | Hórus                                                         | Hermes 450 e Hermes 900           | Operação de Sistemas de Aeronaves Remotamente Pilotadas (SARP) | Base Aérea de Santa Maria  |
|                            | 3º/10º GAv                                  | Centauro                                                      | RA-1,RA-1B                        | Ataque                                                         | Base Aérea de Santa Maria  |
|                            | 5º/8º GAv                                   | Pantera                                                       | H-60L                             | Diversas das Asas Rotativas                                    | Base Aérea de Santa Maria  |
|                            | EDS – SM                                    |                                                               |                                   |                                                                | Base Aérea de Santa Maria  |
| Ala 5 – Campo Grande       | 1º/15º GAv                                  | Onça                                                          | C-105, C-98A                      | Transporte de Tropas e de Carga                                | Base Aérea de Campo Grande |
|                            | 2º/10º GAv                                  | Pelicano                                                      | H-60L,SC-105                      | Busca e Salvamento                                             | Base Aérea de Campo Grande |
|                            | 3º/3º GAv                                   | Flecha                                                        | A-29A                             | Caça e ataque leve                                             | Base Aérea de Campo Grande |
|                            | EAS (Esquadrão Aeroterrestre de Salvamento) |                                                               |                                   |                                                                | Base Aérea de Campo Grande |
|                            | ESD – CG                                    |                                                               |                                   |                                                                | Base Aérea de Campo Grande |
| Ala 6 – Porto Velho        | 2º/8º GAv                                   | Poti                                                          | AH-2                              | Diversas das Asas Rotativas                                    | Base Aérea de Porto Velho  |
|                            | 2º/3º GAv                                   | Grifo                                                         | A-29A                             | Caça e ataque leve                                             | Base Aérea de Porto Velho  |
|                            | ESD – PV                                    |                                                               |                                   |                                                                | Base Aérea de Porto Velho  |
| Ala 7 - Boa Vista          | 1º/3º GAv                                   | Escorpião                                                     | A-29A                             | Caça e ataque leve                                             | Base Aérea de Boa Vista    |
|                            | ESD – BV                                    |                                                               |                                   |                                                                | Base Aérea de Boa Vista    |
| Ala 8 – Manaus e 2º GDAAE  | 1º/4º GAv                                   | Pacau                                                         | F-5M                              | Treinamento de caça                                            | Base Aérea de Manuas       |
|                            | 1º/9º GAv                                   | Arara                                                         | C-105                             | Transporte de Tropas e de Carga                                | Base Aérea de Manaus       |
|                            | 7º/8º GAv                                   | Hárpia                                                        | H-60L                             | Diversas das Asas Rotativas                                    | Base Aérea de Manaus       |
|                            | 7º ETA                                      | Cobra                                                         | C-97,C-98                         | Transporte aéreo e ligação - pessoal e carga geral             | Base Aérea de Manaus       |
|                            | GSD – MN                                    |                                                               |                                   |                                                                | Base Aérea de Manaus       |
| Ala 9 – Belém              | 3º/7º GAv                                   | Netuno                                                        | P-95A                             | Patrulha Marítima                                              | Base Aérea de Belém        |
|                            | 1º ETA                                      | Tracajá                                                       | C-95B, C-97, C-98                 | Transporte aéreo e ligação - pessoal e carga geral             | Base Aérea de Belém        |
|                            | GSD – BE                                    |                                                               |                                   |                                                                | Base Aérea de Belém        |
| Ala 10 – Natal             | 1º/5º GAv                                   | Rumba                                                         | C-95                              | Treinamento Aviação de Transporte                              | Base Aérea de Natal        |
|                            | 2º/5º GAv                                   | Joker                                                         | A-29A,A-29B                       | Treinamento Avião de Caça                                      | Base Aérea de Natal        |
|                            | 1º/8º GAv                                   | Falcão                                                        | H-36                              | Diversas das Asas Rotativas                                    | Base Aérea de Natal        |
|                            | 1º/11º GAv                                  | Gavião                                                        | UH-50                             | Treinamento para Asas Rotativas                                | Base Aérea de Natal        |
|                            | 2º ETA                                      | Pastor                                                        | C-95, C-97                        | Transporte aéreo e ligação - pessoal e carga geral             | Base Aérea de Natal        |
|                            | GITE                                        |                                                               |                                   | Grupo de Instrução Tática e Especializada                      | Base Aérea de Natal        |
|                            | ESD – NT                                    |                                                               |                                   |                                                                | Base Aérea de Natal        |
| Ala 11 – Galeão            | 1º/1º GT                                    | Gordo (Usa-se "Barão" quando realiza reabastecimento em voo). | C-130H/KC-130H                    | Reabastecimento em voo e Transporte                            | Base Aérea do Galeão       |
|                            | 1º/2º GT                                    | Condor                                                        | C-99                              | Correio Aéreo Nacional e Transporte                            | Base Aérea do Galeão       |
|                            | 2º/2º GT                                    | Corsário                                                      | KC-30                             | Reabastecimento em voo e Transporte                            | Base Aérea do Galeão       |
|                            | 3º ETA                                      | Pioneiro                                                      | C-95B,C-97                        | Transporte aéreo e ligação - pessoal e carga geral             | Base Aérea do Galeão       |
|                            | GSD – GL                                    |                                                               |                                   |                                                                | Base Aérea do Galeão       |
|                            | GSD – RJ                                    |                                                               |                                   |                                                                | Rio de Janeiro             |
| Ala 12 – Santa Cruz        | 1º GAvCa                                    | Jambock (1º/1º) Pif-Paf (2º/1º)                               | F-5M                              | Caça                                                           | Base Aérea de Santa Cruz   |
|                            | 1º/7º GAv                                   | Orungan                                                       | P-3M                              | Patrulha Marítima                                              | Base Aérea de Santa Cruz   |
|                            | 3º/8º GAv                                   | Puma                                                          | H-36                              | Diversas das Asas Rotativas                                    | Base Aérea de Santa Cruz   |
|                            | ESD – SC                                    |                                                               |                                   |                                                                | Base Aérea de Santa Cruz   |

Abaixo a estrutura antiga da Força Aérea Brasileira, antes da reestruturação.
Legenda:
- GAv - Grupo de Aviação
- GDA - Grupo de Defesa Aérea
- GT - Grupo de Transporte
- GTT - Grupo de Transporte de Tropa
- ETA - Esquadrão de Transporte Aéreo
- GAvCa - Grupo de Aviação de Caça

Outras unidades aéreas:
| Unidade                                              | Esquadrão           | Aeronave                                  | Base Aérea              |
| ---------------------------------------------------- | ------------------- | ----------------------------------------- | ----------------------- |
| DECEA                                                | GEIV                | EC-95B/C,EU-93/A                          | Aeroporto Santos Dumont |
| CTA                                                  | GEEV                | A-1,XU-93,C-95,C-97,T-25,AT-26,T-27,CH-55 | São José dos Campos     |
| DEPENS                                               | 1º EIA              | T-27                                      | Pirassununga, AFA       |
| DEPENS                                               | 2º EIA              | T-25A/C                                   | Pirassununga, AFA       |
| DEPENS                                               | Clube de Voo à Vela | U-19,Z-15,Z-16,TZ-13                      | Pirassununga, AFA       |
| DEPENS                                               | Suporte             | C-95A, UH-50,U-7                          | Pirassununga, AFA       |
| Subordinado ao Gabinete do Comandante da Aeronáutica | GTE                 | VC-1A,VC-96,VU-93,VH-34,VH-55             | Base Aérea de Brasília  |
| Subordinado ao Gabinete do Comandante da Aeronáutica | EDA                 | A-29 A/B                                  | Pirassununga, AFA       |

Legenda:
- EIA - Esquadrão de Instrução Aérea
- EDA - Esquadrão de Demonstração Aérea
- GTE - Grupo de Transporte Especial
- GEIV - Grupo Especial de Inspeção em Voo
- GEEV - Grupo Especial de Ensaios em Voo